# Winter-Universiade 2021
Die 30. Winter-Universiade hätte vom 11. bis 21. Dezember 2021 in Luzern stattfinden sollen. Aufgrund der COVID-19-Pandemie wurde sie am 29. November 2021 allerdings abgesagt. Die ursprüngliche Durchführung war vom 21. bis 31. Januar 2021 geplant gewesen. Der Event musste aber aufgrund der weltweiten COVID-19-Pandemie verschoben werden. Die Durchführung war ein gemeinsames Projekt der Zentralschweizer Kantone Luzern, Uri, Schwyz, Obwalden, Nidwalden und Zug sowie der Stadt Luzern. Das Programm bestand aus Wettkämpfen in zehn Sportarten, welche an acht Austragungsorten hätten stattfinden müssen. Studierende zwischen 17 und 25 Jahren von über 540 Hochschulen aus 50 Ländern hätten an den Wettkämpfen teilnehmen sollen.

## Gründe für die ersatzlose Absage der Winter-Universiade 2021
Aufgrund der Ende November von der WHO als besorgniserregend eingestuften SARS-CoV-2-Variante Omikron und der dadurch notwendig gewordenen lokalen sowie internationalen Sicherheitsmassnahmen, u. a. der Quarantänepflicht für zahlreiche Delegationen aus betreffenden Endemie-Gebieten wurde die gesamte Veranstaltung ersatzlos gestrichen. Am Datum der Verkündung wären die Delegationen aus Australien, Belgien, Dänemark, Grossbritannien, den Niederlanden, Hongkong, Israel und Tschechien bereits von einer 10-tägigen Quarantäne betroffen gewesen. In Anbetracht der sich weiter verschlechternden Situation hat das lokale Organisationskomitee der Universiade Luzern die Veranstaltung ersatzlos gestrichen.

## Austragungsorte
Für die Winter-Universiade hätten bereits bestehende Infrastrukturen verwendet werden können. Alle Sportstätten waren mit dem öffentlichen Verkehr zugänglich.
| Austragungsort       | Sportstätte              | Sportart(en)                   |
| -------------------- | ------------------------ | ------------------------------ |
| Andermatt-Realp (UR) | Nordisches Zentrum Realp | Langlauf                       |
| Engelberg (OW)       | Sporting Park            | Curling                        |
| Engelberg (OW)       | Jochpass 2222            | Snowboard, Freestyle & Freeski |
| Lenzerheide (GR)     | Roland Arena             | Biathlon, Ski-OL               |
| Luzern               | Regionales Eiszentrum    | Eiskunstlauf, Short Track      |
| Stoos (SZ)           | Maggiweid                | Ski Alpin                      |
| St. Moritz (GR)      | Salastrains              | Ski Alpin                      |
| Sursee (LU)          | Eishalle Sursee          | Eishockey                      |
| Zug                  | Bossard Arena            | Eishockey                      |

## Sportarten
Im Rahmen der 30. Winteruniversiade waren Wettkämpfe in zehn verschiedenen Wintersportarten geplant. Startberechtigt waren Studenten im Alter von 17 bis 25 Jahren. Insgesamt hätten rund 1600 Studierende von über 540 Hochschulen aus 50 verschiedenen Ländern teilnehmen sollen. Die Teams wurden vom jeweiligen nationalen Hochschulsport-Verband selektioniert.

### Biathlon
14 Mal haben im Rahmen von Winteruniversiaden Biathlonwettkämpfe stattgefunden, zum ersten Mal 1983 im bulgarischen Sofia.
Die in den Jahren 2013 bis 2017 erstellte, weltcuptaugliche Biathlon Arena auf der Lenzerheide mit der vollautomatischen Schiessanlage mit 30 Schiessplätzen hat das Organisationskomitee dazu bewogen, sich im Sinne der Nachhaltigkeit für einen Austragungsort ausserhalb der Zentralschweiz zu entscheiden. Im Januar 2020 werden auf der Lenzerheide bereits die IBU Jugend- und Junioren-Weltmeisterschaften ausgetragen.
| Disziplinen | Männer             | Frauen              |
| Disziplinen | Einzel 15 km       | Einzel 12,5 km      |
| Disziplinen | Sprint 10 km       | Sprint 7,5 km       |
| Disziplinen | Verfolgung 12,5 km | Verfolgung 10 km    |
| Disziplinen | Massenstart 15 km  | Massenstart 12,5 km |

### Eishockey
Seit der zweiten Austragung der Winteruniversiade 1962 in Villars im Kanton Waadt gehört Eishockey auch zum Winteruniversiade-Programm. Das beste Schweizer Ergebnis – ein vierter Platz – resultierte an dieser allerersten Austragung des Eishockeyturniers im Jahr 1962. Insgesamt nahmen damals jedoch auch nur vier Männerteams teil. Ein Frauenteam hat die Schweiz nie gestellt – bis 2019 in Krasnojarsk. Mit der Nominierung zweier Hockeyteams (Frauen und Männer) zur 29. Winteruniversiade in Russland hat Swiss University Sports für eine Premiere gesorgt – nicht zuletzt im Hinblick auf die Heimuniversiade.
Die Eishalle Sursee und die Bossard Arena in Zug sind während der Universiade die Treffpunkte, wenn zwölf Männer- und acht Frauenteams um den Titel kämpfen. In Zug finden die Qualifikationsspiele der Männer sowie die Halbfinal- und Finalspiele der Männer und Frauen statt. In Sursee bestreiten die Frauen ihre Qualifikation und die Platzierungsspiele.
| Disziplin    | Männer   | Frauen  |
| Anzahl Teams | 10 Teams | 6 Teams |

### Freestyle & Freeski
Freestyle & Freeski ist an Winteruniversiaden eine vergleichsweise junge Sportart. 2005 sind im österreichischen Innsbruck erstmals Medaillen in Freestyle & Freeski-Disziplinen vergeben worden. Seither hat die Sportart an Popularität gewonnen.
Inzwischen hat sich der internationale Hochschulsportverband FISU entschieden, Freestyle & Freeski ins obligatorische Programm von Winteruniversiaden aufzunehmen. Erstmals wird dies an der 30. Winteruniversiade in der Zentralschweiz der Fall sein. Ausgetragen werden die Wettkämpfe auf dem Jochpass 2222 im Skigebiet Engelberg-Titlis.
| Disziplinen | Männer     | Frauen     |
| Disziplinen | Slopestyle | Slopestyle |
| Disziplinen | Big Air    | Big Air    |

### Snowboard
Im spanischen Jaca 1995 hat die Snowboard-Geschichte an Universiaden ihren Lauf genommen. In Spanien noch Demonstrationssportart hat sich Snowboarden im ständigen Programm wiedergefunden. Die beiden Schweizer Snowboard-Olympiasiegerinnen im Riesenslalom, Patrizia Kummer und Daniela Meuli, und der Olympiasieger von 2018, Nevin Galmarini standen bereits bei der Universiade auf dem Podest.
Nachdem zuerst die alpinen Disziplinen Slalom und Riesenslalom ausgetragen wurden, kam 1999 mit Snowboardcross die erste Freestyle-Disziplin dazu. Heute werden wahlweise zudem Wettbewerbe in der Halfpipe, Slopestyle und Big Air angeboten. Mit Ausnahme von den Halfpipe-Wettkämpfen wird in der Zentralschweiz in allen Disziplinen um Medaillen gekämpft. Die Universiade-Snowboarder werden sich wie die Freestyle-Skier im Skigebiet Engelberg-Titlis auf dem Jochpass 2222 messen.
| Disziplinen | Männer                | Frauen                |
| Disziplinen | Parallel-Riesenslalom | Parallel-Riesenslalom |
| Disziplinen | Parallel-Slalom       | Parallel-Slalom       |
| Disziplinen | Slopestyle            | Slopestyle            |
| Disziplinen | Big Air               | Big Air               |

### Short Track Speed Skating
Seit 1985 wird in dieser Sportart, um Universiade-Gold gekämpft. Während bei der ersten Austragung die Medaillen bei den Männern nach Kanada und bei den Frauen nach Amerika gingen, ist diese Sportart heute in asiatischer Hand. Führende Länder sind Korea, Japan und China.
Short Track Speed Skating Events werden über 500 m, 1000 m, 1500 m respektive 3000/5000 m ausgetragen und können in jedem Eishockeystadium stattfinden, das über internationale Standardmasse verfügt. Noch ist Short Track in der Schweiz weitgehend unbekannt. Diese Disziplin wird in der Host City Luzern ausgetragen.
| Disziplinen | Männer         | Frauen         |
| Disziplinen | 500 m          | 500 m          |
| Disziplinen | 1000 m         | 1000 m         |
| Disziplinen | 1500 m         | 1500 m         |
| Disziplinen | 5000 m Staffel | 5000 m Staffel |

### Curling
Die Curling-Wettkämpfe an Universiaden sind bei Zuschauern beliebt. Das Niveau des Wettkampfs ist hoch mit zahlreichen Spieler, die auch bei Welt- und Europameisterschaften respektive Weltcups vorne mitmischen. Das Schweizer Team ist ein Medaillenkandidat. Zuletzt in Krasnojarsk 2019 als das Team um den späteren Vize-Weltmeister Yannick Schwaller vom Team Bern Schwaller im Spiel um Platz 3 scheiterte. Eine Goldmedaille blieb den Schweizern bisher jedoch verwehrt.
Ändern möchte dies der Schweizer Disziplinenchef Pascal Hess an der Winteruniversiade Luzern-Zentralschweiz 2021. Der Zuger war 2011 als Skip an einer der beiden Männer-Silbermedaillen beteiligt. Die Schweizer Teams werden gegen neun weitere Frauen- oder Männerteams kämpfen. Das Turnier findet im Sporting Park in Engelberg statt.
| Disziplinen | Männer   | Frauen   |
| Disziplinen | Turnier  | Turnier  |
| Disziplinen | 10 Teams | 10 Teams |

### Eiskunstlauf
An der Winteruniversiade 2009 im chinesischen Harbin haben 42'000 Menschen für einen Publikumsaufmarsch bei den Eiskunstlauf-Wettkämpfen gesorgt. Seit der allerersten Austragung 1960 in Chamonix gehört Eiskunstlaufen zum Winteruniversiade-Programm. An der Winteruniversiade in der Zentralschweiz werden die Einzelwettkämpfe der Frauen und Männer sowie das Eistanzen durchgeführt.
In der Host City Luzern im regionalen Eiszentrum Luzern werden während der Winteruniversiade Wettkämpfe im Short Track Speed Skating und Eiskunstlaufen durchgeführt. Bei allen Disziplinen werden sowohl Frauen als auch Männer an den Start gehen.
| Disziplinen | Männer    | Frauen |
| Disziplinen | Einzel    | Einzel |
| Disziplinen | Eistanzen |        |

### Langlauf
Seit der ersten Winteruniversiade im Jahr 1960 gehört der Langlauf zum Programm. Die Langlauf-Tradition im Hochschulsport geht noch weiter zurück. Die Sportart war bereits Bestandteil der «International Winter Weeks» von 1951 bis 1959. Dies war ein Vorläufer der heutigen Universiaden.
Am Start von Winteruniversiaden waren die zweifache Olympiasiegerin und Weltmeisterin aus Polen Justyna Kowalczyk. Die frühere Schweizer Spitzenlangläuferin Bettina Gruber lief als letzte Schweizerin im Langlauf. Zur erfolgreichen Schweizer Staffel gehörten neben Raoul Volken und Toni Dinkel auch der heutige Direktor des Bundesamtes für Sport (BASPO), Matthias Remund, und Direktor des Sportamts der Stadt Zürich, Urs Schmidig.
| Disziplinen | Männer             | Frauen            |
| Disziplinen | Sprint             | Sprint            |
| Disziplinen | Verfolgung 10 km   | Verfolgung 5 km   |
| Disziplinen | Einzel 10 km       | Einzel 5 km       |
| Disziplinen | Massenstart 30 km  | Massenstart 15 km |
| Disziplinen | Staffel 4 × 7,5 km | Staffel 3 × 5 km  |
| Disziplinen | Team Sprint Mixed  |                   |

### Ski Alpin
Ski Alpin-Wettkämpfe sind ein zentrales Element von Winteruniversiaden. An der Winteruniversiade 2011 in Erzurum haben insgesamt 40 Nationen teilgenommen. Der erfolgreichste Skifahrer aller Zeiten an Universiaden ist Sandro Boner. Der Schweizer hat bei den Universiaden 2009 und 2015 insgesamt fünf Mal Gold und zweimal Bronze gewonnen.
Im Stoos werden die Disziplinen Super-G, Riesenslalom, Slalom, Super-Kombination sowie einen Parallel Team-Event durchgeführt. Dabei treten rund 150 Athleten gegeneinander an.
| Disziplinen | Männer                    | Frauen                    |
| Disziplinen | Super G                   | Super G                   |
| Disziplinen | Riesenslalom              | Riesenslalom              |
| Disziplinen | Slalom                    | Slalom                    |
| Disziplinen | Individual Parallelslalom | Individual Parallelslalom |
| Disziplinen | Mixed Team Event          |                           |

### Ski-Orientierungslauf
Im Ski-OL sind mit einer Karte, einem Kompass und Langlauf Skis in möglichst kurzer Zeit eine Anzahl Posten in vorgegebener Reihenfolge anzulaufen. Die Wettkämpfe finden auf einem eigens präparierten Loipennetz statt. Die Posten stehen immer an einer Spur. Die Herausforderung liegt in der Wahl der schnellsten Route durch das komplizierte Loipennetz und im raschen Kartenlesen und Entscheiden unterwegs.
Die Ski-OL-Wettkämpfe werden parallel zu den Biathlon-Rennen auf der Lenzerheide ausgetragen. Der Austragungsort hat Erfahrungen mit internationalen Titelkämpfen im Ski-OL: 2015 haben die Europameisterschaften der Elite sowie Masters Weltmeisterschaften im Bündner Wintersportort stattgefunden.
| Disziplinen | Männer         | Frauen     |
| Disziplinen | Sprint         | Sprint     |
| Disziplinen | Verfolgung     | Verfolgung |
| Disziplinen | Sprint Staffel |            |

## Zeitplan
| Disziplin             | Dezember | Dezember | Dezember | Dezember | Dezember | Dezember | Dezember | Dezember | Dezember | Dezember | Dezember | Dezember | Dezember | Dezember | Dezember | Dezember | Ent- schei- dungen |
| Disziplin             | Mo. 6.   | Di. 7.   | Mo. 8.   | Do. 9.   | Fr. 10.  | Sa. 11.  | So. 12.  | Mo. 13.  | Di. 14.  | Mi. 15.  | Do. 16.  | Fr. 17.  | Sa. 18.  | So. 19.  | Mo. 20.  | Di. 21.  | Ent- schei- dungen |
| --------------------- | -------- | -------- | -------- | -------- | -------- | -------- | -------- | -------- | -------- | -------- | -------- | -------- | -------- | -------- | -------- | -------- | ------------------ |
| Eröffnungsfeier       |          |          |          |          |          |          |          |          |          |          |          |          |          |          |          |          |                    |
| Biathlon              |          |          |          |          |          |          |          | 2        |          | 2        | 2        |          | 2        |          |          |          | 8                  |
| Curling               |          |          |          |          |          |          |          |          | 2        |          |          |          |          |          |          |          | 2                  |
| Eishockey             |          |          |          |          |          |          |          |          |          |          |          |          |          |          | 1        | 1        | 2                  |
| Eiskunstlauf          |          |          |          |          |          |          |          |          |          |          |          |          | 1        | 1        | 1        |          | 3                  |
| Freestyle-Skiing      |          |          |          |          |          |          |          |          |          | 2        |          |          |          | 2        |          |          | 4                  |
| Shorttrack            |          |          |          |          |          |          | 2        | 2        | 4        |          |          |          |          |          |          |          | 8                  |
| Ski Alpin             |          |          |          |          |          |          | 2        |          | 1        | 1        | 1        | 1        | 1        | 2        |          |          | 9                  |
| Skilanglauf           |          |          |          |          |          |          | 2        | 2        |          | 1        |          | 2        | 2        | 2        |          |          | 11                 |
| Ski-Orientierungslauf |          |          |          |          |          |          |          |          | 2        |          | 2        | 1        |          |          |          |          | 5                  |
| Snowboard             |          |          |          |          |          |          |          |          | 2        | 2        |          | 2        |          | 2        |          |          | 8                  |
| Schlussfeier          |          |          |          |          |          |          |          |          |          |          |          |          |          |          |          |          |                    |
| Entscheidungen        |          |          |          |          |          |          | 6        | 6        | 11       | 8        | 5        | 6        | 6        | 9        | 2        | 1        | 60                 |
|                       | Mo. 6.   | Di. 7.   | Mo. 8.   | Do. 9.   | Fr. 10.  | Sa. 11.  | So. 12.  | Mo. 13.  | Di. 14.  | Mi. 15.  | Do. 16.  | Fr. 17.  | Sa. 18.  | So. 19.  | Mo. 20.  | Di. 21.  | Ent- schei- dungen |
| Dezember              |          |          |          |          |          |          |          |          |          |          |          |          |          |          |          |          | Ent- schei- dungen |

Farblegende

## Organisation (Trägerschaft, Verein, OK)
Für die Durchführung der Winteruniversiade ist das Zusammenspiel von drei Organisationen zentral: Dem internationalen Hochschulsportverband FISU, dem Verein Winteruniversiade Luzern-Zentralschweiz 2021 und Swiss University Sports. Im März 2016 hat die FISU die 30. Austragung der Winter-Universiade in die Zentralschweiz vergeben, mit Luzern als Host City. Die sechs Zentralschweizer Kantone und die Stadt Luzern gründeten zum Zweck der Durchführung einen gemeinsamen Verein. Unter dem Vorsitz des Luzerner Regierungsrats Guido Graf führen je ein Regierungsmitglied aus allen sechs Kantonen und eine Vertretung des Luzerner Stadtrats den Verein strategisch. Dem Vorstand ist ein Organisationskomitee unter der Leitung des Geschäftsführers Urs Hunkeler unterstellt.
Das Organisationskomitee arbeitet eng mit Swiss University Sports zusammen. Der nationale Hochschulsportverband ist Mitglied der FISU und selektioniert die Schweizer Athleten für den Multisport-Anlass.

## Hochschulen
Insgesamt werden Studierende von 540 Hochschulen aus 50 Nationen für die Winteruniversiade in die Zentralschweiz reisen. Bildung ist ein zentrales Element des Winteruniversiade-Programms. So wird während des Anlasses eine wissenschaftliche Konferenz zum Thema «Herausforderungen und Chancen des Sports in der modernen Gesellschaft» durchgeführt und Schweizer Studierende werden in die Organisation des Events eingebunden.

### Studentische Arbeiten
Studierende an Schweizer Hochschulen können sich mit studentischen Arbeiten aktiv in die Planung und Organisation eingeben.
Neben einer Machbarkeitsstudie für einen Austragungsort oder einer Bachelorarbeit zum Erhalt der Sponsoren-Zufriedenheit wurde beispielsweise auch das Winteruniversiade-Maskottchen von Studierenden gestaltet. Vier angehende Künstlerinnen der Hochschule Luzern – Design & Kunst haben jeweils einen Charakter entworfen. Eine siebenköpfige Jury hat den Vorschlag von Luisa Zürcher zum Maskottchen der Winteruniversiade 2021 erkürt. Für das studentische Projekt meldeten sich die vier Studentinnen freiwillig und erarbeiteten das Projekt in ihrer Freizeit. Neben zahlreichen gestalterischen Aufgaben unterstützen die Studierenden das Ressort Marketing besonders im Bereich Social Media.

### Wissenschaftliche Konferenz
An der Winter-Universiade 2021 wird eine Konferenz mit dem Thema «Chancen und Herausforderungen des Sports in der modernen Gesellschaft» organisiert. Der Fokus liegt dabei auf den drei Teilthemen: Duale Karriere, Digitalisierung und Frauen im Spitzensport. Die Konferenz findet im Gebäude der Universität Luzern statt und wird von der Universität Luzern, den Pädagogischen Hochschulen Luzern, Zug und Schwyz sowie den Fachhochschulen Luzern und Graubünden organisiert.

## Maskottchen

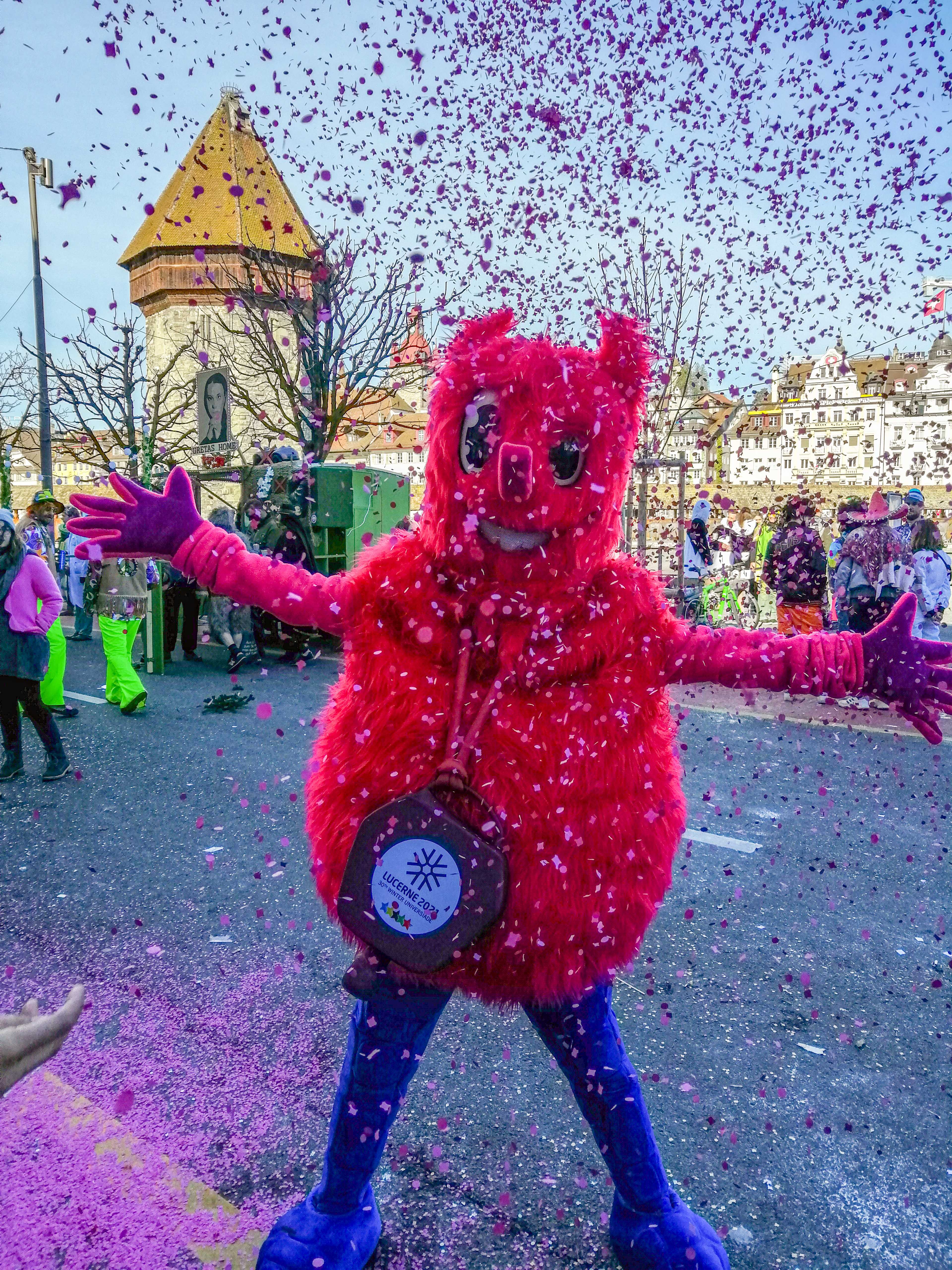
Wuli an der Luzerner Fasnacht

Anlässlich des «One-Year-To-Go»-Anlasses hat auch die Winteruniversiade 2021 ein Event-Maskottchen lanciert. Das Fabelwesen wurde designt von Luisa Zürcher, einer Animationsstudentin an der Hochschule Luzern – Design, Film und Kunst. Inspiriert wurde die Künstlerin von Yeti, den Zentralschweizer Bergen mit ihren Mythen und der in der Zentralschweiz verwurzelten Fasnacht.
Im Rahmen der Biathlon-Juniorenweltmeisterschaften auf der Lenzerheide wurde das Maskottchen am 29. Januar 2020 auf den Namen Wuli getauft. Der Name kombiniert die Anfangsbuchstaben der englischen Schreibweise «Winter Universiade» mit der typisch schweizerischen Endung «-li». Ermittelt wurde der Name durch ein Online-Voting auf den Social-Media-Kanälen der Winter-Universiade 2021. Taufpaten waren die Leiterin Marketing & Sponsoring, Fabienne Meyerhans, und Hannes Parpan, Präsident des lokalen Organisationskomitee auf der Lenzerheide.
 